# Ataxia prolixa
Ataxia prolixa là một loài bọ cánh cứng trong họ Cerambycidae.